# نمول أقنف
نمول أقنف (الاسم العلمي: Alternanthera decurrens) هو نوع من النباتات يتبع جنس النمول من الفصيلة القطيفية.